# Hypofysetumor
Een hypofysetumor is een (goed- of kwaadaardig) gezwel dat zich ontwikkelt in de hypofyse, een klein orgaantje dat onder de hersenen zit in een kleine benige ruimte, het Turkse zadel (sella turcica). Verreweg de meeste zijn goedaardig (in de zin van 'geen kanker') maar ze kunnen toch door verdringing van andere structuren ernstige klachten veroorzaken.
In de hypofyse bevinden zich verschillende typen cellen die ieder hun eigen hormoon produceren en ook ieder hun eigen verschillende tumoren kunnen vormen. De klachten die zo'n hypofysetumor veroorzaakt kunnen grofweg twee oorzaken hebben:
1. De tumor is zelf hormonaal actief en de symptomen zijn het gevolg van overproductie van dat hormoon, bijvoorbeeld menstruatiestoornissen en tepelvloed bij een prolactinoom, of acromegalie bij een groeihormoon producerende tumor.
2. De tumor verdringt de hypofyse en omliggende structuren en de klachten zijn het gevolg van deze beschadiging. Uitval van een aantal andere hormoonsystemen, gezichtsvelduitval bij druk op het chiasma opticum.

Een tumor die begint met klachten als onder 1) kan natuurlijk in de loop der tijd ook klachten als onder 2) veroorzaken als hij verder groeit. Afhankelijk van de oorzaak is een medicamenteuze of chirurgische behandeling mogelijk en/of nodig. Prolactinomen zijn vrij vaak medicamenteus te behandelen.